# Николай Колев – Мичмана
Вижте пояснителната страница за други личности с името Николай Колев.
Николай Колев – Мичмана, е български спортен журналист, футболен коментатор. Работил дълги години в БНТ и за кратко в телевизия Диема.

## Биография
Николай Колев е роден на 20 февруари 1932 г. в с. Торос, Ловешко. Завършва специалност география в Софийския университет „Свети Климент Охридски“. Постъпва в БНТ през 1965 г. Главен редактор на Спортната редакция от 1974 г. Журналист на 9 Олимпийски игри, 8 световни и 7 европейски първенства по футбол. Kоментира над 1000 мача.
Негова е фразата „Господ е българин“, изречена след гола на Емил Костадинов срещу Франция, с който националният отбор на България се класира на световното първенство по футбол през 1994 г. в САЩ.
Според него, най-емблематичните мачове на българския национален отбор по футбол са тези срещу Англия на Албиона (1:1, с гол на Георги Аспарухов) и срещу Германия на световното първенство през 1994 г. в САЩ (2:1 за България)
Умира на 10 юни 2004 г. след кратко боледуване.
В негова чест е учредена ежегодна награда за електронна спортна журналистика „Николай Колев – Мичмана“ (2004).